# مسجد ناخدا
مسجد ناخدا مسجد اصلی کلکته در شرق هند است. این مسجد در منطقه چیتپور، منطقه تجاری بازار بورا در مرکز کلکته در تقاطع خیابان زکریا و رابیندرا سارانی قرار دارد.

## ساختمان
این مسجد به‌طور سنتی در هند در اقتباس از مقبره امپراتور بزرگ مغول در الکساندرا واگرا توسط جامعه کوچی ممون، جامعه کوچک سنی کوچ، ساخته شد. دستجاتی از این جامعه در حدود سال ۱۸۲۳ به کلکته مهاجرت کردند.
عبدالرحیم عثمان رهبر جامعه کوچی ممون، که مسلمانی از منطقه کوچ در گجرات بود، هزینه ساخت این مسجد را تأمین کرد، و نام آن را مسجد ناخدا گذاشت.
سنگ بنای آن در ۱۱ سپتامبر ۱۹۲۶ گذاشته شد، و کل هزینه ساخت مسجد بالغ بر ۱۵۰۰۰۰۰ روپیه هندی بود.
نمازخانه مسجد گنجایش ۱۰۰۰۰ نمازگزار را دارد. مسجد دارای سه گنبد و دو مناره به ارتفاع ۱۵۱ فوت است. علاوه بر آن این مسجد  ۲۵ مناره کوچک دارد که ارتفاع آنها از ۱۰۰ فوت تا ۱۱۷ فوت متغیر است. برای تکمیل ساخت مسجد سنگ‌های گرانیت از شهر تولپور آورده شده‌اند. در داخل مسجد نمایش‌های شگفت‌انگیزی از تزئینات و شاهکارهای هنری وجود دارد.
یکی از مساجد مهم در هند که در آن جشن میلاد پیامبر برگزار می‌شود، مسجد ناخداست که افراد زیادی برای شرکت در جشن‌ها می‌آیند. در این روز این مسجد به طور زیبایی تزئین می‌شود.

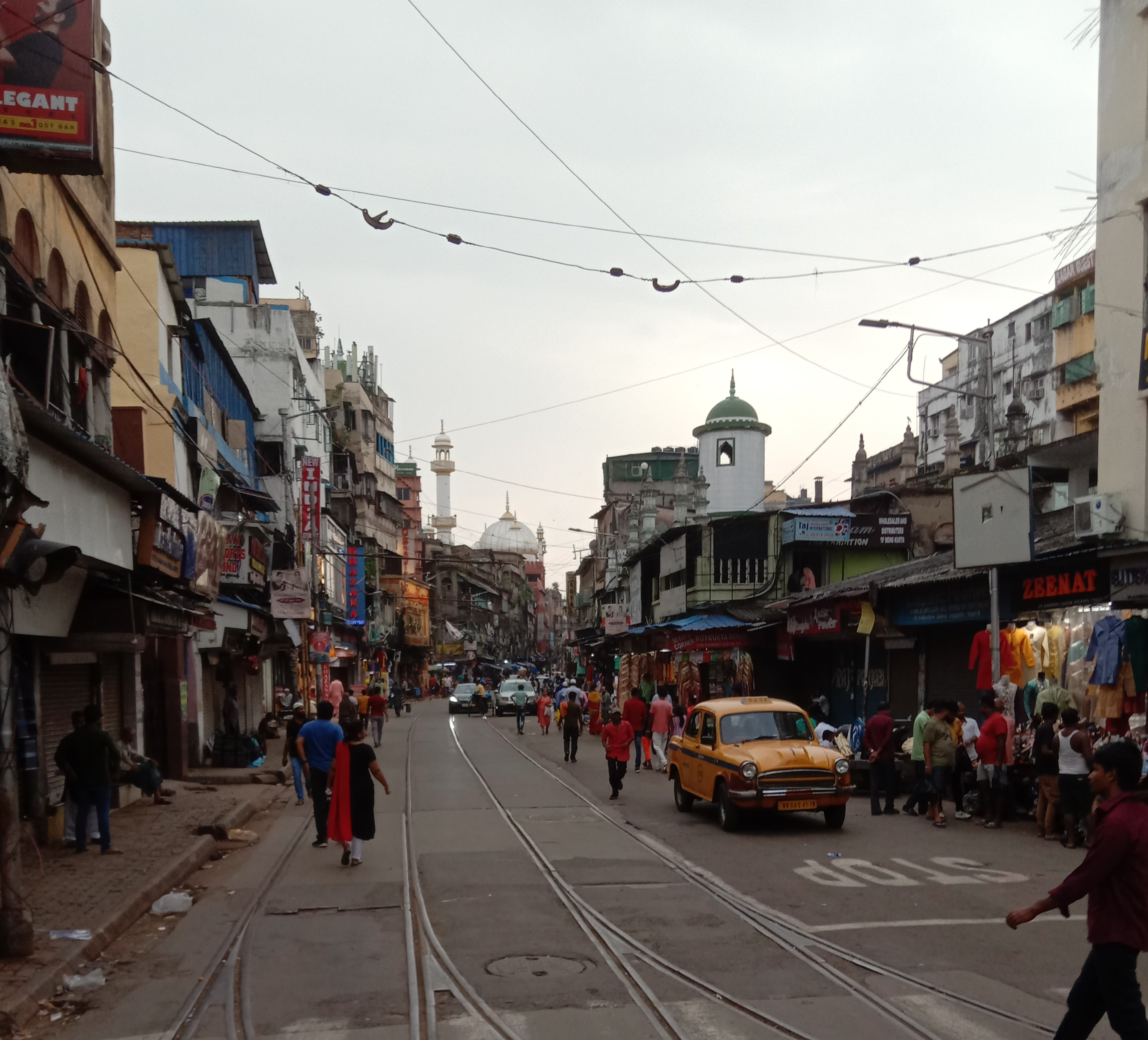
دورنمای مسجد ناخدا در خیابان مهاتما گاندی کلکته

## معماری
این مسجد خصوصیات معماری هندی را نمایان می‌کند و دیوارهای داخلی آن به رنگهای مختلف، از جمله طلایی، پرتقالی و قهوه‌ای تزیین شده‌است.
این مسجد عظیم با دیوارهای از سنگ قرمز و با مناره‌های سبک هندی ، نمونه‌ای از معماری سبک فاتح پور سیکری هند است،
همچنین گفته می‌شود که معماری مسجد ناخدا  از ساختار مقبره اکبر در منطقه سیکندرا الهام گرفته است که اثری از معماری نفیس هندو ساراسنی است. ورودی مسجد بسیار مشابه بلند دروازه در فاتح پور سیکری است.

## نگارخانه

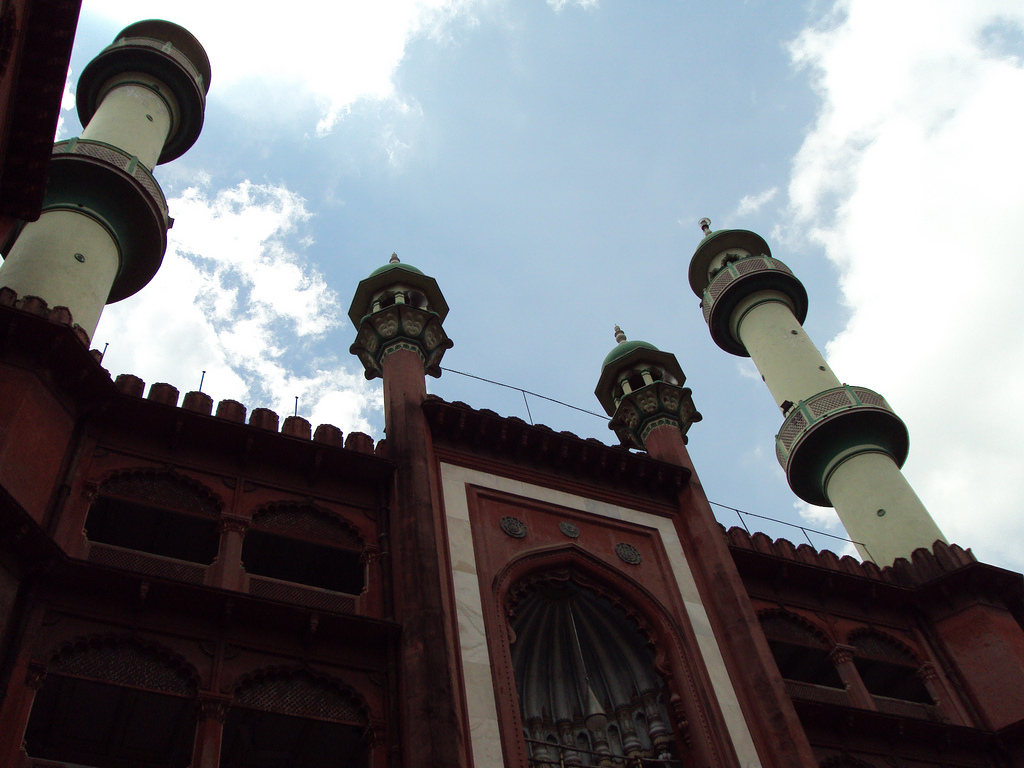
منظری از مسجد
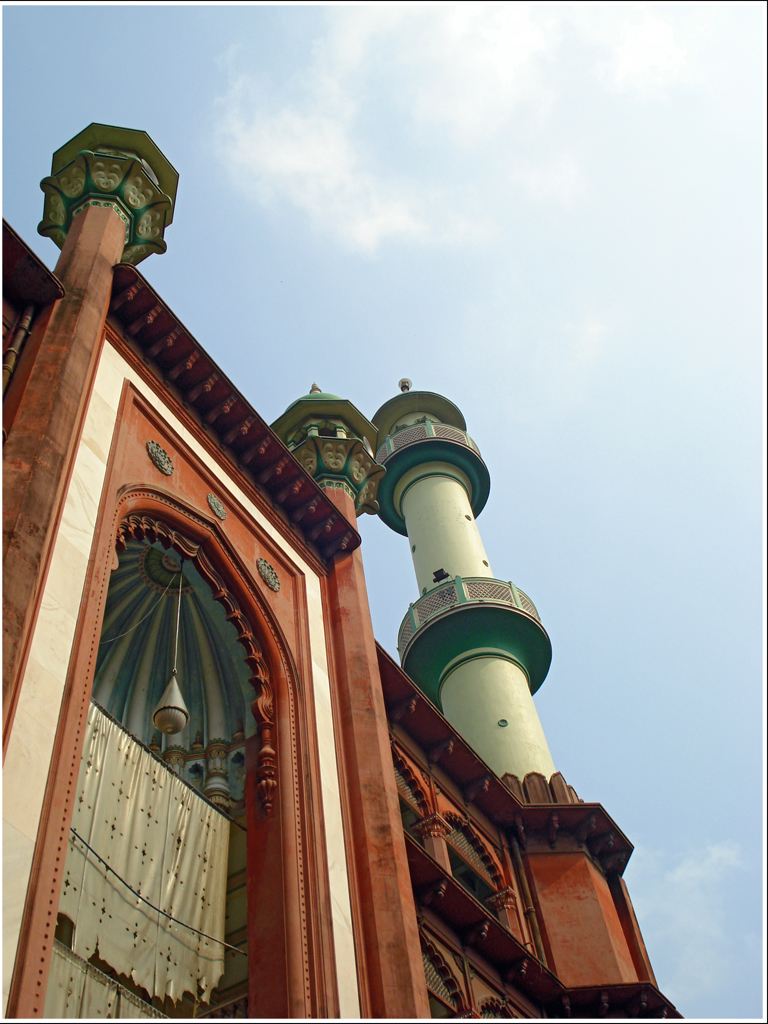
تصویری از ورودی مسجد
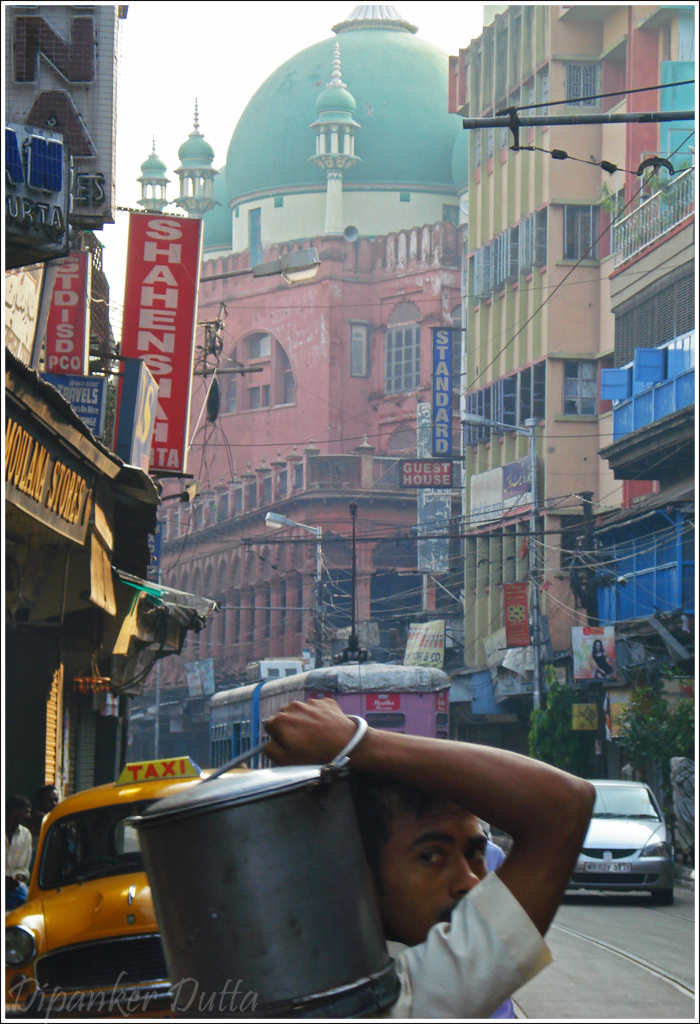
منظره مسجد از خیابان زکریا
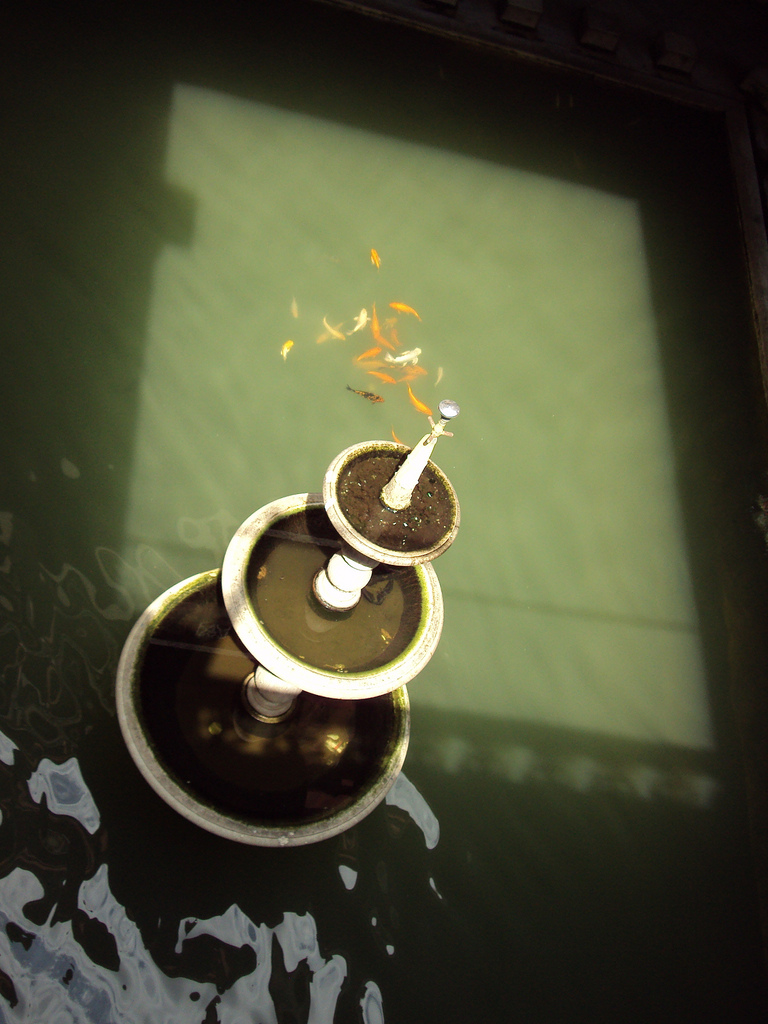
حوض داخل مسجد
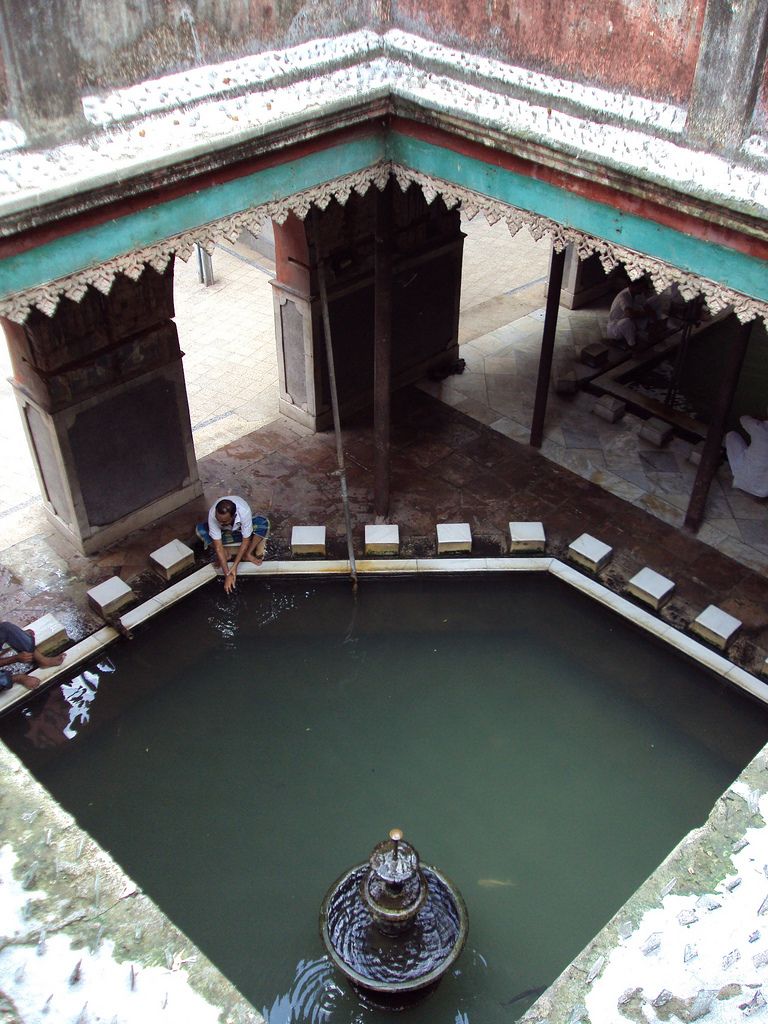
حوض مسجد
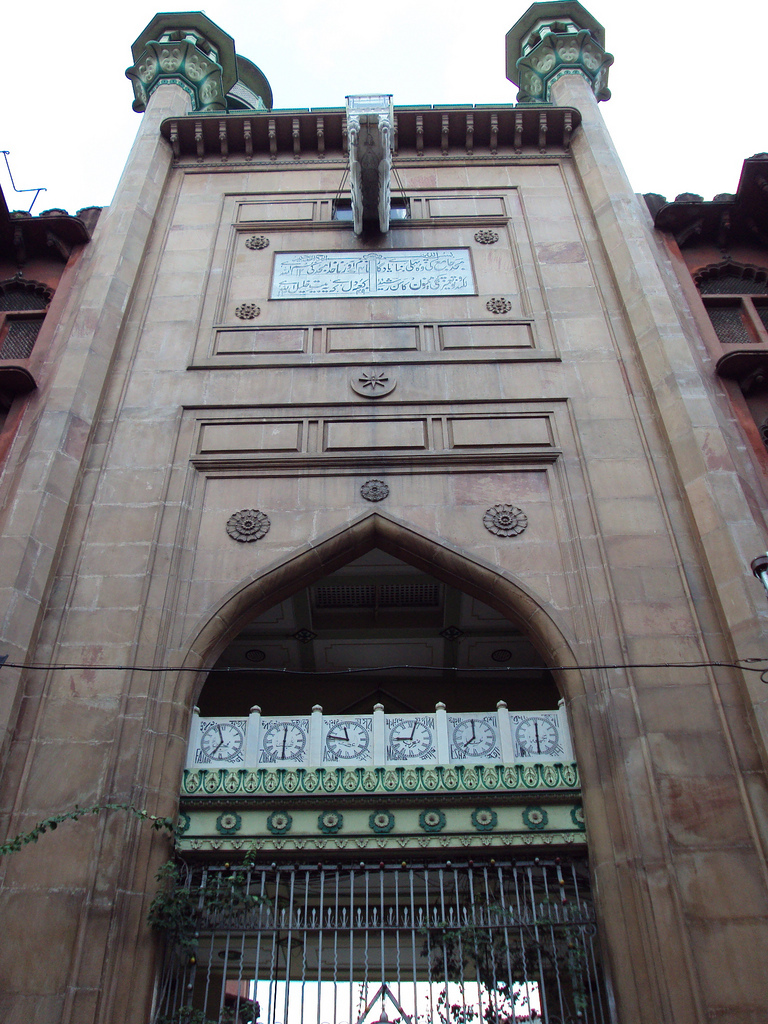
ورودی جانبی